# Liste de jeux Capcom
Liste des jeux développés, édités ou autorisés par Capcom, classés par plate-forme.

## 3DO
- Super Street Fighter II Turbo

## Amiga
- 1943
- Bionic Commando
- Black Tiger
- Commando
- Dynasty Wars
- Final Fight
- Forgotten Worlds
- Ghosts'n Goblins
- Ghouls'n Ghosts
- Last Duel
- Led Storm
- Mega Twins
- Mercs
- Pocket Rockets
- Side Arms: Hyper Dyne
- Street Fighter
- Street Fighter II: The World Warrior
- Strider
- Super Street Fighter II: The New Challengers
- Super Street Fighter II Turbo
- Tiger Road
- U.N. Squadron

## Amstrad CPC
- 1942
- 1943: The Battle of Midway
- Bionic Commando
- Black Tiger
- Commando
- Dynasty Wars
- Final Fight
- Forgotten Worlds
- Ghosts'n Goblins
- Ghouls'n Ghosts
- Gun.Smoke
- Last Duel
- Led Storm
- Mercs
- Street Fighter
- Strider
- Strider 2
- Tiger Road
- U.N. Squadron

## Arcade
- 1941: Counter Attack
- 1942
- 1943: The Battle of Midway
- 1943 Kai: Midway Kaisen
- 1944: The Loop Master
- 19XX: The War Against Destiny
- Hatena? no Daibōken: Adventure Quiz 2
- Alien vs. Predator
- Armored Warriors
- Avengers
- Battle Arena Toshinden 2
- Battle Circuit
- Bionic Commando
- Black Tiger
- Block Block
- Cadillacs and Dinosaurs
- Cannon Spike
- Capcom Baseball
- Capcom Bowling
- Capcom Golf
- Capcom Sports Club
- Capcom Fighting All-Stars
- Capcom Fighting Jam
- Capcom vs. SNK: Millennium Fight 2000
- Capcom vs. SNK: Millennium Fight 2000 Pro
- Capcom vs. SNK 2
- Capcom World: Adventure Quiz
- Capcom World 2: Adventure Quiz
- Captain Commando
- Carrier Air Wing
- Commando
- Cyberbots: Fullmetal Madness
- Darkstalkers: The Night Warriors
- Dokaben: Visual Card Game
- Dungeons and Dragons: Shadow over Mystara
- Dungeons and Dragons: Tower of Doom
- Dynasty Wars
- Eco Fighters
- Exed Exes
- F-1 Dream
- Final Fight
- Final Fight Revenge
- Forgotten Worlds
- Ghosts'n Goblins
- Ghouls'n Ghosts
- GigaWing
- GigaWing 2
- Gun.Smoke
- Heavy Metal: Geomatrix
- Jangokushi: Haō no Saihai
- Janpai Puzzle Chōkō
- JoJo's Venture
- The King of Dragons
- Knights of the Round
- Last Duel: Inter Planet War 2012
- Led Storm
- Legendary Wings
- Magic Sword: Heroic Fantasy
- Mars Matrix: Hyper Solid Shooting
- Marvel Super Heroes
- Marvel Super Heroes vs. Street Fighter
- Marvel vs. Capcom: Clash of Super Heroes
- Marvel vs. Capcom 2: New Age of Heroes
- Mega Man: The Power Battle
- Mega Man 2: The Power Fighters
- Mega Twins
- Mercs
- Mobile Suit Gundam: Federation vs. Zeon
- Mobile Suit Gundam: Federation vs. Zeon DX
- Mobile Suit Z-Gundam: AEUG vs. Titans
- Mobile Suit Z-Gundam: AEUG vs. Titans DX
- Night Warriors: Darkstalkers' Revenge
- Pirate Ship Higemaru
- Plasma Sword: Nightmare of Bilstein
- Poker Ladies
- Power Stone
- Power Stone 2
- Progear
- Project Justice: Rival Schools 2
- Quiz and Dragons: Capcom Quiz Game
- Quiz Nanairo Dreams: Miracle of the Rainbow-Colored Town
- Quiz Sangokushi: Chiryaku no Hasha
- Quiz: Tonosama no Yabō
- Quiz: Tonosama no Yabō 2 - Zenkoku-ban
- Red Earth
- Ring of Destruction: Slammasters II
- Rival Schools: United by Fate
- Saturday Night Slam Masters
- Section Z
- Side Arms: Hyper Dyne
- Slipstream
- SonSon
- The Speed Rumbler
- Spawn: In the Demon's Hand
- Star Gladiator: I - Final Crusade
- Street Fighter
- Street Fighter Alpha: Warriors' Dreams
- Street Fighter Alpha 2
- Street Fighter Alpha 3
- Street Fighter Zero 3 Upper
- Street Fighter EX
- Street Fighter EX 2
- Street Fighter EX 2 Plus
- Street Fighter EX Plus
- Street Fighter II: The World Warrior
- Street Fighter II': Champion Edition
- Street Fighter II': Hyper Fighting
- Street Fighter III: New Generation
- Street Fighter III: 2nd Impact - Giant Attack
- Street Fighter III: 3rd Strike - Fight for the Future
- Street Fighter IV
- Street Fighter: The Movie
- Strider
- Strider 2
- Super Gem Fighter: Mini Mix
- Super Puzzle Fighter II Turbo
- Super Street Fighter II: The New Challengers
- Super Street Fighter II Turbo
- Super Street Fighter IV
- Tech Romancer
- The Grand Master
- The Punisher
- Three Wonders
- Tiger Road
- Trojan
- U.N. Squadron
- Vampire Hunter 2: Darkstalkers' Revenge
- Vampire Savior: The Lord of Vampire
- Vampire Savior 2: The Lord of Vampire
- Varth: Operation Thunderstorm
- Vulgus
- Warriors of Fate
- Willow
- X-Men vs. Street Fighter
- X-Men: Children of the Atom

## Atari ST
- Commando
- Final Fight
- Forgotten Worlds
- Street Fighter
- Strider
- Last Duel
- Led Storm
- Bionic Commando
- Black Tiger
- Dynasty Wars
- Final Fight
- Ghosts'n Goblins
- Ghouls'n Ghosts
- Mercs
- Strider 2
- Tiger Road
- U.N. Squadron

## Commodore 64/128
- 1942
- 1943: The Battle of Midway
- Bionic Commando
- Final Fight
- Forgotten Worlds
- MERCS
- Side Arms: Hyper Dyne
- Street Fighter
- Strider

## Dreamcast
- Bounty Hunter Sara
- Cannon Spike
- Capcom vs. SNK: Millennium Fight 2000
- Capcom vs. SNK: Millennium Fight 2000 Pro
- Capcom vs. SNK 2: Millionaire Fighting 2001
- El Dorado Gate: Vol. 1
- El Dorado Gate: Vol. 2
- El Dorado Gate: Vol. 3
- El Dorado Gate: Vol. 4
- El Dorado Gate: Vol. 5
- El Dorado Gate: Vol. 6
- El Dorado Gate: Vol. 7
- Heavy Metal: Geomatrix
- JoJo's Bizarre Adventure
- JoJo's Bizarre Adventure for Matching Service
- Marvel vs. Capcom: Clash of Super Heroes
- Marvel vs. Capcom 2: New Age of Heroes
- Netto De Tennis
- Plasma Sword: Nightmare of Bilstein
- Power Stone
- Power Stone 2
- Project Justice
- Resident Evil 2
- Resident Evil 3
- Resident Evil: Code Veronica
- Spawn: In the Demon's Hand
- Street Fighter Alpha 3
- Street Fighter Alpha 3 for Matching Service
- Street Fighter III: Double Impact
- Street Fighter III: 3rd Strike - Fight for the Future
- Super Puzzle Fighter II X for Matching Service
- Super Street Fighter II X for Matching Service: Grand Master Challenge
- Tech Romancer
- Tech Romancer for Matching Service
- Vampire Chronicle for Matching Service

## Game Boy
- Bionic Commando
- Capcom Quiz
- Disney's Darkwing Duck
- Disney's DuckTales
- Disney's DuckTales 2
- Disney's TaleSpin
- Disney's The Little Mermaid
- Gargoyle's Quest
- Makaimura Gaiden: The Demon Darkness - J
- Mega Man 2
- Mega Man III
- Mega Man 4
- Mega Man 5
- Mega Man: Dr. Wily's Revenge
- Mickey's Dangerous Chase
- Resident Evil
- Resident Evil Gaiden
- Street Fighter II: The World Warrior
- Who Framed Roger Rabbit

## Game Boy Advance
- Aladdin
- Breath of Fire
- Breath of Fire II
- Capcom Classics Collection
- Disney's Magical Quest starring Mickey and Minnie
- Disney's Magical Quest 2 starring Mickey and Minnie
- Disney's Magical Quest 3 starring Mickey and Donald
- Final Fight One
- Phoenix Wright: Ace Attorney
- Phoenix Wright: Ace Attorney - Justice for All
- Phoenix Wright: Ace Attorney - Trials and Tribulations
- Mega Man Battle Network
- Mega Man Battle Network 2
- Mega Man Battle Network 3
- Megaman battle network 4 blue moon
- Megaman battle network 4 red sun
- Megaman Battle Network 5 Team Protoman
- Mega Man Battle Network 5 Team Colonel
- Megaman Battle Network 6 Cybeast Falzer
- Mega Man Battle Network 6 Cybeast Greigar
- Mega Man Zero
- Mega Man Zero 2
- Mega Man Zero 3
- Mega Man Zero 4
- Mega Man and Bass
- Onimusha Tactics
- Rockman EXE 4.5 Real Operation
- Sheep
- Super Ghouls'n Ghosts
- Super Street Fighter 2 Turbo Revival
- The Legend of Zelda: The Minish Cap

## Game Boy Color
- Ghosts'n Goblins
- Défi au Tetris magique
- Metal Walker (en)
- Mega Man Xtreme
- Mega Man Xtreme 2
- The Legend of Zelda: Oracle of Ages
- The Legend of Zelda: Oracle of Seasons
- Toki Tori
- Resident Evil Gaiden

## GameCube
- Auto Modellista
- Capcom vs. SNK 2 EO: Millionaire Fighting 2001
- Dead Phoenix : annulé
- Disney's Hide and Sneak
- Disney's Magical Mirror Starring Mickey Mouse
- Gotcha Force
- Killer7
- Mega Man Anniversary Collection
- Mega Man Network Transmission
- Mega Man X Collection
- Mega Man X Command Mission
- Mobile Suit Gundam: Gundam vs. Z Gundam
- P.N. 03
- Resident Evil
- Resident Evil Zero
- Resident Evil: Code Veronica X
- Resident Evil 2
- Resident Evil 3
- Resident Evil 4
- Viewtiful Joe
- Viewtiful Joe 2
- Viewtiful Joe: Red Hot Rumble

## Game Gear
- Mega Man

## Master System
- Forgotten Worlds
- Ghouls'n Ghosts
- MERCS
- Strider

## Mega-CD
- Final Fight CD
- Quiz: Tonosama no Yabō

## Mega Drive
- Chiki Chiki Boys
- Forgotten Worlds
- Ghouls'n Ghosts
- MERCS
- Mega Man: The Wily Wars
- Saturday Night Slam Masters
- Street Fighter II: Special Champion Edition
- Strider
- Super Street Fighter II: The New Challengers
- The Great Circus Mystery Starring Mickey and Minnie
- The Punisher

## N-Gage
- Catan

## Neo-Geo Pocket Color
- Mega Man Battle and Fighters

## NES
- 1942
- 1943: The Battle of Midway
- Adventures in the Magic Kingdom
- Bionic Commando
- Black Tiger
- California Raisins: The Great Escape
- Code Name: Viper
- Commando
- Destiny of an Emperor
- Destiny of an Emperor II: Legend of Kong Ming
- Disney's Chip'n Dale: Rescue Rangers
- Disney's Chip'n Dale: Rescue Rangers 2
- Disney's Darkwing Duck
- Disney's DuckTales
- Disney's DuckTales 2
- Disney's TaleSpin
- Disney's The Little Mermaid
- G.I. Joe: The Atlantis Factor
- Gargoyle's Quest II
- Ghosts'n Goblins
- Gold Medal Challenge '92
- Gun.Smoke
- Legendary Wings
- Little Nemo: The Dream Master
- Mega Man
- Mega Man 2
- Mega Man 3
- Mega Man 4
- Mega Man 5
- Mega Man 6
- Mickey Mousecapade
- Mighty Final Fight
- Section Z
- Snow Brothers
- Street Fighter 2010: The Final Fight
- Strider
- Sweet Home
- Trojan
- Willow
- Yo! Noid

## Nintendo 64
- Ghouls'n Ghosts 64 : annulé
- Défi au Tetris magique
- Mega Man 64
- Resident Evil 2

## Nintendo DS
- Ace Attorney Investigations: Miles Edgeworth
- Ace Attorney Investigations: Miles Edgeworth 2
- Apollo Justice: Ace Attorney
- Ghost Trick : Détective Fantôme
- Kabu Trader Shun
- Mega Man Battle Network 5: Double Team DS
- Mega Man Star Force
- Mega Man Zero Collection
- Mega Man ZX
- Mega Man ZX Advent
- Neopets Puzzle Adventure
- Ōkamiden
- Phoenix Wright: Ace Attorney
- Phoenix Wright: Ace Attorney - Justice for All
- Phoenix Wright: Ace Attorney - Trials and Tribulations
- Resident Evil: Deadly Silence
- Viewtiful Joe: Double Trouble

## Nintendo 3DS
- Monster Hunter 3 : Ultimate
- Monster Hunter 4: Ultimate
- Monster Hunter: Generations
- Monster Hunter Stories

## Nintendo Switch
- Monster Hunter Generation: Ultimate

- Monster Hunter Rise
- Monster Hunter Stories

## PC
- Lost Planet
- Bionic Commando
- Breath of Fire IV
- Chaos Legion
- Dead Rising 2
- Dead Rising 2: Off the Record
- Devil May Cry 3: Special Edition
- Devil May Cry 4
- Dino Crisis
- Dino Crisis 2
- Forgotten Worlds
- Mega Man
- Mega Man 3
- Mega Man Legends
- Mega Man Legends 2
- Mega Man X
- Mega Man X3
- Mega Man X4
- Mega Man X5
- Monster Hunter Frontier
- Monster Hunter : World
- Onimusha 3: Demon Siege
- Resident Evil
- Resident Evil HD Remaster
- Resident Evil 2
- Resident Evil 2 Remake
- Resident Evil 3: Nemesis
- Resident Evil 4
- Resident Evil 5
- Resident Evil 6
- Resident Evil 7: Biohazard
- Resident Evil: Revelations
- Resident Evil: Revelations 2
- Resident Evil Survivor
- Steel Fang
- Street Fighter
- Street Fighter Alpha: Warriors' Dreams
- Street Fighter Alpha 2
- Street Fighter II: The World Warrior
- Street Fighter IV
- Street Fighter X Tekken
- Street Fighter X Mega Man
- Strider
- Super Puzzle Fighter II Turbo
- Super Street Fighter II Turbo
- Super Street Fighter IV: Arcade Edition
- Ultra Street Fighter IV
- Street Fighter V
- Street Fighter VI
- X-Men: Children of the Atom

## PC-Engine
- 1941: Counter Attack
- 1943 Kai: Midway Kaisen
- Chiki Chiki Boys
- Fighting Street
- Forgotten Worlds
- Quiz: Tonosama no Yabō
- Side Arms: Hyper Dyne Special
- Side Arms: Hyper Dyne
- Street Fighter
- Street Fighter II': Champion Edition
- Strider Hiryu
- Tiger Road

## PlayStation
- Breath of Fire III
- Breath of Fire IV
- Capcom Generation 1
- Capcom Generation 2
- Capcom Generation 3
- Capcom Generation 4
- Capcom vs. SNK Pro
- Captain Commando
- Cyberbots: Fullmetal Madness
- Darkstalkers: The Night Warriors
- Darkstalkers 3
- Dino Crisis
- Dino Crisis 2
- Fox Hunt
- Gaia Master
- JoJo's Bizarre Adventure
- Défi au Tetris magique
- Marvel Super Heroes
- Marvel Super Heroes vs. Street Fighter
- Marvel vs. Capcom: Clash of Super Heroes
- Mega Man
- Mega Man 2
- Mega Man 3
- Mega Man 4
- Mega Man 5
- Mega Man 6
- Mega Man 8
- Mega Man Battle and Chase
- Mega Man Legends
- Mega Man Legends 2
- Mega Man X3
- Mega Man X4
- Mega Man X5
- Mega Man X6
- Mega Man's Super Adventure
- One Piece Mansion
- Pocket Fighter
- Resident Evil
- Resident Evil 2
- Resident Evil 3: Nemesis
- Resident Evil Survivor
- Rival Schools: United by Fate
- Rival Schools 2: Passionate Youth Diary
- Star Gladiator: I - Final Crusade
- Street Fighter Alpha: Warriors' Dreams
- Street Fighter Alpha 2
- Street Fighter Alpha 3
- Street Fighter Collection
- Street Fighter Collection 2
- Street Fighter II: Movie
- Street Fighter: The Movie
- Strider
- Strider 2
- Super Pang Collection
- Super Puzzle Fighter II Turbo
- The Misadventures of Tron Bonne
- Trick'n Snowboarder
- X-Men vs. Street Fighter
- X-Men: Children of the Atom

## PlayStation 2
- 1945 Arcade Version
- Ashita no Joe 2: The Anime Super Remix
- Auto Modellista
- Auto Modellista U.S.: Tuned
- Beatdown: Fists of Vengeance
- Bombastic
- Breath of Fire: Dragon Quarter
- Capcom Classics Collection
- Capcom Fighting Jam
- Capcom vs. SNK 2: Mark of the Millennium 2001
- Catan
- Chaos Legion
- Clock Tower 3
- Crimson Tears
- Critical Bullet: 7th Target
- Darkwatch
- Devil Kings / Sengoku BASARA
- Devil Kings 2
- Devil May Cry
- Devil May Cry 2
- Devil May Cry 3: Dante's Awakening
- Dino Stalker / Gun Survivor 3: Dino Crisis
- L'Étrange Noël de monsieur Jack : La Revanche d'Oogie
- Final Fight: Streetwise
- Full House Kiss
- Full House Kiss 2
- Glass Rose / Glass no Bara
- Gregory Horror Show
- Haunting Ground / Demento
- Hyper Street Fighter II: The Anniversary Edition
- JoJo's Bizarre Adventure: Golden Wind
- Juiced 2: Hot Import Nights
- Killer7
- Marvel vs. Capcom 2: New Age of Heroes
- Maximo
- Maximo vs. Army of Zin
- Mega Man X7
- Mega Man X8
- Mega Man X Collection
- Mega Man X Command Mission
- Monster Hunter
- Monster Hunter 2
- Monster Hunter G
- Namco x Capcom
- Ōkami
- Onimusha: Blade Warriors
- Onimusha: Dawn of Dreams
- Onimusha: Warlords
- Onimusha 2: Samurai's Destiny
- Onimusha 3: Demon Siege
- Pride GP: Grand Prix 2003
- Resident Evil 4
- Resident Evil: Code Veronica X
- Resident Evil Outbreak
- Resident Evil: Outbreak File 2
- Resident Evil: Survivor 2 - Code Veronica
- Resident Evil: Dead Aim
- Riding Spirits II
- Rockman Power Battle Fighters
- Shadow of Rome
- Street Fighter Anniversary Collection
- Street Fighter EX 3
- Street Fighter III: 3rd Strike
- Under the Skin (Meiwaku Seijin Panic Maker)
- Viewtiful Joe
- Viewtiful Joe 2
- Way of the Samurai 2
- Without Warning

## PlayStation 3
- Asura's Wrath
- Bionic Commando
- Dark Void
- Dead Rising 2
- Dead Rising 2: Off the Record
- Devil May Cry 4
- Devil May Cry: HD Collection
- DmC: Devil May Cry
- Dragon's Dogma
- E.X. Troopers
- Lost Planet: Extreme Condition
- Lost Planet 2
- Lost Planet 3
- Marvel vs. Capcom 3: Fate of Two Worlds
- Monster Hunter Portable 3rd HD ver.
- MotoGP 08
- MotoGP 09/10
- MotoGP 10/11
- Remember Me
- Resident Evil 5
- Resident Evil 5: Gold Edition
- Resident Evil 6
- Resident Evil: Revelations
- Resident Evil: Revelations 2
- Resident Evil: Operation Raccoon City
- Sengoku Basara: Samurai Heroes
- Street Fighter IV
- Street Fighter X Tekken
- Super Street Fighter IV
- Super Street Fighter IV: Arcade Edition
- Ultimate Marvel vs. Capcom 3

## PlayStation 4
- Resident Evil: Revelations 2
- Marvel vs. Capcom: Infinite

PlayStation Network
- 1942: Joint Strike
- Age of Booty
- Bionic Commando Rearmed
- Bionic Commando Rearmed 2
- Cyberbots: Fullmetal Madness
- Darkstalkers
- Darkstalkers 3
- Darkstalkers Resurrection
- Devil May Cry 5
- Dino Crisis
- Dino Crisis 2
- Final Fight: Double Impact
- Flock
- JoJo's Bizarre Adventure HD
- Marvel vs. Capcom Origins (Marvel Super Heroes, Marvel vs. Capcom: Clash of Super Heroes)
- Marvel vs. Capcom 2
- Mega Man 9
- Mega Man 10
- Mega Man Universe (annulé)
- Okami HD
- Monster Hunter : World
- Onimusha : Warlords Remaster
- Pocket Fighter
- Resident Evil HD Remaster
- Resident Evil: Director's Cut
- Resident Evil 2
- Resident Evil 2 Remake
- Resident Evil 3
- Resident Evil 3 Remake
- Resident Evil: Code Veronica X HD
- Resident Evil 4 HD
- Resident Evil: The Darkside Chronicles HD
- Resident Evil: The Umbrella Chronicles HD
- Rocketmen: Axis Of Evil
- Street Fighter Alpha
- Super Puzzle Fighter II Turbo HD Remix
- Super Street Fighter II Turbo HD Remix
- Street Fighter III: 3rd Strike Online Edition
- Wolf of the Battlefield: Commando 3
- World Gone Sour

## PlayStation Portable
- Breath of Fire III
- Capcom Classics Collection Reloaded
- Capcom Classics Collection Remixed
- Capcom Puzzle World
- Darkstalkers Chronicle: The Chaos Tower
- Devil May Cry : annulé
- Finder Love: Aki Hoshino
- Finder Love: Fumina Hara
- Finder Love: Risa Kudô
- Mega Man Legends
- Mega Man Legends 2
- Mega Man Maverick Hunter X
- Mega Man: Powered Up
- Monster Hunter Freedom
- Monster Hunter Freedom 2
- Monster Hunter Freedom Unite
- Monster Hunter Portable 3rd
- Power Stone Collection
- Street Fighter Alpha 3 Max
- Ultimate Ghosts'n Goblins
- Viewtiful Joe: Red Hot Rumble

## Saturn
- Capcom Generation 1
- Capcom Generation 2
- Capcom Generation 3
- Capcom Generation 4
- Cyberbots: Fullmetal Madness
- Dungeons and Dragons Collection
- Final Fight Revenge
- Marvel Super Heroes
- Marvel Super Heroes vs. Street Fighter
- Mega Man 8
- Mega Man X3
- Mega Man X4
- Mega Man's Super Adventure
- Night Warriors: Darkstalkers' Revenge
- Pocket Fighter
- Resident Evil
- Street Fighter Alpha: Warriors' Dreams
- Street Fighter Alpha 2
- Street Fighter Alpha 3
- Street Fighter Collection
- Street Fighter Collection 2
- Street Fighter II: Movie
- Super Puzzle Fighter II Turbo
- Vampire Savior: The Lord of Vampire
- Warriors of Fate
- X-Men vs. Street Fighter
- X-Men: Children of the Atom

## Super Nintendo
- Aladdin
- Disney's Bonkers
- Breath of Fire
- Breath of Fire II
- Capcom's Soccer Shootout
- Captain Commando
- Demon's Crest
- Disney's Magical Quest 3 starring Mickey and Donald
- Eye of the Beholder
- Final Fight
- Final Fight 2
- Final Fight 3 / Final Fight Tough
- Final Fight Guy
- Goof Troop
- King of Dragons
- Knights of the Round
- Magic Sword
- Marvel Super Heroes in War of the Gems
- Mega Man and Bass
- Mega Man 7
- Mega Man Soccer
- Mega Man X
- Mega Man X2
- Mega Man X3
- Mickey Mania
- Saturday Night Slam Masters
- Street Fighter Alpha 2
- Street Fighter II: The World Warrior
- Street Fighter II Turbo
- Super Buster Bros.
- Super Ghouls'n Ghosts
- Super Street Fighter II: The New Challengers
- The Great Circus Mystery starring Mickey and Minnie Mouse
- The Magical Quest starring Mickey Mouse
- U.N. Squadron
- Wizardry V: Heart of the Maelstrom
- X-Men : Mutant Apocalypse

## Wii
- Final Fight (Console virtuelle)
- Mega Man (Console virtuelle)
- Monster Hunter 3
- Ōkami
- Resident Evil
- Resident Evil Archives: Resident Evil Zero
- Resident Evil: The Umbrella Chronicles
- Resident Evil: The Darkside Chronicles
- Resident Evil 4: Wii Edition
- Sengoku Basara 2
- Sengoku Basara X
- Street Fighter II (Console virtuelle)
- Super Ghouls'n Ghosts (Console virtuelle)
- Tatsunoko vs. Capcom
- Zack et Wiki : le Trésor de Barbaros

## Wii U
- Monster Hunter 3 Ultimate
- Resident Evil: Revelations

## WonderSwan
- Makaimura for WonderSwan
- Pocket Fighter
- Rockman & Forte: Mirai kara no Chōsensha

## WonderSwan Color
- Rockman EXE N1 Battle
- Rockman EXE WS

## X68000
- Final Fight
- Ghouls'n Ghosts
- Street Fighter II': Champion Edition
- Super Street Fighter II
- Strider

## Xbox
- Auto Modellista
- Beat Down: Fists of Vengeance
- Capcom Classics Collection
- Capcom Classics Collection Vol. 2
- Capcom Fighting Jam
- Capcom vs. SNK 2: Mark of the Millennium 2001
- Capcom vs. SNK 2 EO: Millionaire Fighting 2001
- Circus Drive
- Darkwatch
- Dino Crisis 3
- Final Fight: Streetwise
- Genma Onimusha
- Group S Challenge
- Mega Man Anniversary Collection
- Marvel vs. Capcom 2: New Age of Heroes
- Pro Cast Sports Fishing
- Steel Battalion / Tekki
- Steel Battalion: Line of Contact
- Street Fighter Anniversary Collection
- Without Warning

## Xbox 360
- Asura's Wrath
- Bionic Commando
- Dark Void
- Dead Rising
- Dead Rising 2
- Dead Rising 2: Off the Record
- Devil May Cry 4
- Devil May Cry: HD Collection
- DmC: Devil May Cry
- Dragon's Dogma
- Dragon's Dogma : Dark Arisen
- Lost Planet: Extreme Condition
- Lost Planet: Extreme Condition Colonies Edition
- Lost Planet 2
- Lost Planet 3
- Marvel vs. Capcom 3: Fate of Two Worlds
- MotoGP 08
- MotoGP 09/10
- MotoGP 10/11
- Remember Me
- Resident Evil 5
- Resident Evil 5: Gold Edition
- Resident Evil 6
- Resident Evil: Operation Raccoon City
- Resident Evil: Revelations 2
- Steel Battalion: Heavy Armor
- Street Fighter IV
- Street Fighter X Tekken
- Super Street Fighter IV
- Super Street Fighter IV: Arcade Edition
- Ultimate Marvel vs. Capcom 3

## Xbox One
- Resident Evil: Revelations 2

Xbox Live
- 1942: Joint Strike
- Age of Booty
- Bionic Commando Rearmed
- Bionic Commando Rearmed 2
- Darkstalkers Resurrection
- Dead Rising 2: Case West
- Dead Rising 2: Case Zero
- Dead Rising 3
- Devil May Cry 5
- Devil May Cry: The HD Collection
- Flock
- JoJo's Bizarre Adventure HD
- Marvel vs. Capcom Origins (Marvel Super Heroes, Marvel vs. Capcom: Clash of Super Heroes)
- Marvel vs. Capcom 2
- Mega Man 9
- Mega Man 10
- Mega Man Universe (annulé)
- Monster Hunter Frontier
- Monster Hunter : World
- Onimusha : Warlords  Remaster
- Pocket Fighter
- Resident Evil HD Remaster
- Resident Evil 2 Remake
- Resident Evil Code: Veronica X HD
- Resident Evil 4 HD
- Rocketmen: Axis Of Evil
- Street Fighter 2: Hyper Fighting
- Street Fighter III: 3rd Strike Online Edition
- Super Puzzle Fighter II Turbo HD Remix
- Super Street Fighter II Turbo HD Remix
- Wolf of the Battlefield: Commando 3
- World Gone Sour
- Resident Evil 7: Biohazard

## ZX Spectrum
- 1942
- 1943: The Battle of Midway
- Bionic Commando
- Black Tiger
- Capcom Collection
- Commando
- Desperado
- Dynasty Wars
- Final Fight
- Forgotten Worlds
- Ghosts'n Goblins
- Ghouls'n Ghosts
- Last Duel
- Led Storm
- Mega Twins
- Mercs
- Side Arms
- Street Fighter
- Street Fighter II: The World Warrior
- Strider
- Strider 2
- Tiger Road
- U.N. Squadron